# 竹西站
竹西站位于中华人民共和国安徽省合肥市包河区桐城南路与龙川路交叉口北侧地下，是合肥轨道交通4号线的地铁车站，工程站名桐城路站。

## 车站结构
竹西站位于龙图路与龙川路之间，沿桐城南路南北向布置，车站为地下两层单柱双跨岛式站台，站台宽度12m，设4个出入口（其中西北侧D出入口预留），2组风亭，1座冷却塔。